# عثة الأيلنط الحريرية
عثة الأيلنط الحريرية أو ساميا سينثيا أو فراشة القمر (الاسم العلمي: Samia cynthia) (بالإنجليزية: Ailanthus silkmoth)‏ هي نوع من العثث من فصيلة الطاووسيات من رتية الحرشفيات الأجنحة، وتستخدم لإنتاج الأقمشة الحريرية ولكن ليس بنفس جودة ذلك الذي تنتجه دودة القز المستأنسة (الاسم العلمي: Bombyx mori). هذه العثة لها أجنحة كبيرة جدا بطول 113-125 ملم، مع بقعة شكل ربع قمر على كل من الجناح العلوي والسفلي، والمشارب بيضاء وصفراء والخلفية البنية. وهناك بقع عينية على أجنحة الصدارة الخارجية.